# Jan Ornoch
Jan Ornoch (ur. 30 maja 1952 w Kuzawce) – polski lekkoatleta, chodziarz.
Zawodnik LZS Włodawa i Floty Gdynia. Olimpijczyk (1972: 7. miejsce w chodzie na 20 km - 1:32.01,6, 1976). 8-krotny mistrz kraju (chód na 20 km, chód na 50 km). Wielokrotny rekordzista kraju: 3-krotny na 20000 m (bieżnia), 4-krotny na 20 km (szosa), 2-krotny na 50 km (szosa). 
Największy sukces w karierze odniósł podczas mistrzostw Europy w Pradze (1978), zdobywając brązowy medal w chodzie na 50 km (3:55:15,9). W rankingu Track & Field News zajął w chodzie na 20 km miejsca: 8. (1972), 10. (1974) i 9. (1975), zaś w chodzie na 50 km 4. miejsce w 1978. W tymże roku zdobył też Złote Kolce - nagrodę dla najlepszego polskiego lekkoatlety sezonu. Rekordy życiowe: 20 km (szosa) - 1:25:55,4 (1974), 50 km (szosa) - 3:55:15,9 (1978).